# Toyota Corolla GR
La Toyota Corolla GR (japonais : トヨタ ・ カローラ GR, Hepburn : Toyota Karōra Jīāru) est une prochaine variante haute performance de la berline compacte à hayon Corolla de la gamme E210. Le véhicule sera fabriqué par Toyota avec l'aide de la division performance de l'entreprise Gazoo Racing (GR).
La Corolla GR a été introduite le 31 mars 2022. La Corolla GR sera principalement construite pour le marché nord-américain car l'Europe a reçu la Yaris GR (qui n'est pas vendue en Amérique du Nord). Les deux véhicules sont assemblés à la "GR Factory" à l'intérieur de l'usine de Motomachi, une ligne de production dédiée aux véhicules de la marque GR. Outre l'Amérique du Nord, la Corolla GR sera également vendue au Japon, en Australie et au Brésil.

## Aperçu
En 2020, Toyota a dévoilé la Yaris GR, une berline développée par la division Gazoo Racing (GR) de l'entreprise pour son équipe du Championnat du monde des rallyes (WRC). Elle n'est pas vendue aux États-Unis et au Canada en raison du fait que la Yaris ordinaire, sur laquelle elle est nominalement basée, n'est pas vendue sur ces marchés en raison du manque de demande.
La décision a conduit à des années de spéculation selon lesquelles Toyota apporterait éventuellement une berline sportive aux États-Unis et au Canada. L'introduction du véhicule a été retardée d'un an, car le PDG de Toyota, Akio Toyoda, un pilote de course accompli, n'était pas satisfait du réglage d'un prototype et a demandé à l'équipe GR d'apporter des modifications. Le développement du véhicule a été dirigé par l'ingénieur en chef Naoyuki Sakamoto.

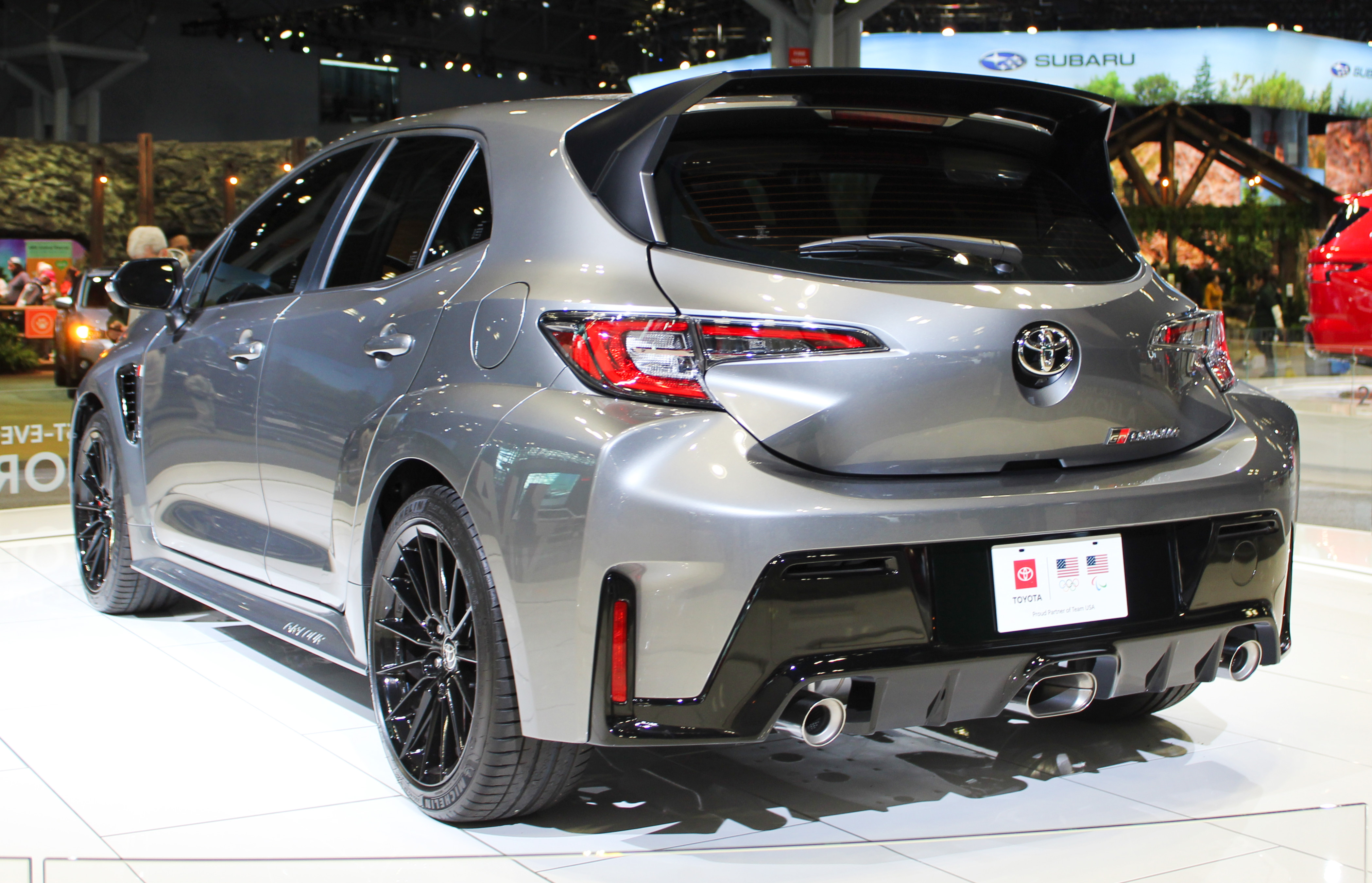
Vue arrière

Le 31 mars 2022, la Corolla GR a été introduite, qui, bien que basée sur la plus grande berline compacte Corolla de la gamme E210, comprend plusieurs fonctionnalités développées à l'origine pour la Yaris GR. Le véhicule sera propulsé par le moteur trois cylindres en ligne G16E-GTS turbocompressé de 1,6 litre qui propulse la Yaris GR. La version du moteur trouvée dans la Yaris GR produit jusqu'à 200 kilowatts (268 ch; 272 PS), mais la version de la Corolla GR générera entre 220 et 224 kilowatts (295 et 300 ch; 299 et 304 PS) et entre 370 et 400 N⋅m de couple. Entre autres stratégies pour atteindre cette puissance de sortie accrue, le moteur de la Corolla GR utilise des soupapes d'échappement plus grandes et trois sorties d'échappement pour réduire la contre-pression,. Une transmission manuelle à six vitesses est de série dans la Corolla GR.
La Corolla GR utilise également le système de traction intégrale GR-Four initialement développé pour la Yaris GR. Le réglage standard est une répartition de couple avant-arrière de 60:40, mais il peut aller aussi loin que 30:70 sur les roues arrière.
Le véhicule sera équipé de la suite de système d'aide à la conduite Toyota Safety Sense 3.0 et du système multimédia audio de Toyota mis à jour qui a fait ses débuts dans le Tundra de la gamme XK70.
La Corolla GR sera produite aux côtés de la Yaris GR à la "GR Factory" à l'intérieur de l'usine Motomachi de Toyota. Contrairement à la plupart des usines automobiles, la "GR Factory" n'utilise pas de chaîne d'assemblage à bandes transporteuses. Au lieu de cela, les véhicules sont construits dans des stations avec des processus d'assemblage plus manuels. La "GR Factory" emploie des techniciens expérimentés recrutés dans toute l'entreprise.

## Éditions spéciales

### Circuit Edition
La Circuit Edition est un modèle exclusif pour la première année modèle de la Corolla GR en Amérique du Nord, qui offre des améliorations de performances telles que des différentiels à glissement limité Torsen pour les essieux avant et arrière (en option pour le niveau de finition Core). Elle offre également un toit en fibre de carbone forgé, renflement sur le capot avec évents fonctionnels, aileron arrière noir mat et autres mises à niveau.

### Morizo Edition
La Morizo Edition est une variante à production limitée "prête pour la piste" de la Corolla GR avec un poids réduit, des performances accrues et une maniabilité améliorée, qui est à la fois disponible au Japon et en Amérique du Nord. Le poids à vide a été réduit d'environ 30 kg (66 livres), par rapport au modèle japonais RZ de 1 440 kg (3 175 livres) en retirant les sièges arrière, en ajoutant un toit en fibre de carbone forgé, en retirant les haut-parleurs et les lève-vitres des portes arrière et en retirant le balai et le moteur d'essuie-glace arrière. La sortie de couple du moteur a été augmentée de 30 N⋅m à 400 N⋅m, tandis que le chiffre de puissance reste inchangé. Pour améliorer la maniabilité, la suspension a été réajustée avec des amortisseurs monotubes, des pneus plus larges de 10 mm (0,4 pouces) sur des jantes plus légères ont été utilisés et la rigidité de la carrosserie a été augmentée avec 349 points de soudure supplémentaires, ce qui fait 3,3 m (10,8 pieds) supplémentaires d'adhésif structurel et de renforts de carrosserie,,.
L'édition spéciale a été nommée d'après "Morizo", le pseudonyme utilisé par le PDG de Toyota, Akio Toyoda, lors de sa participation à des courses.